# Vikev chlupatá

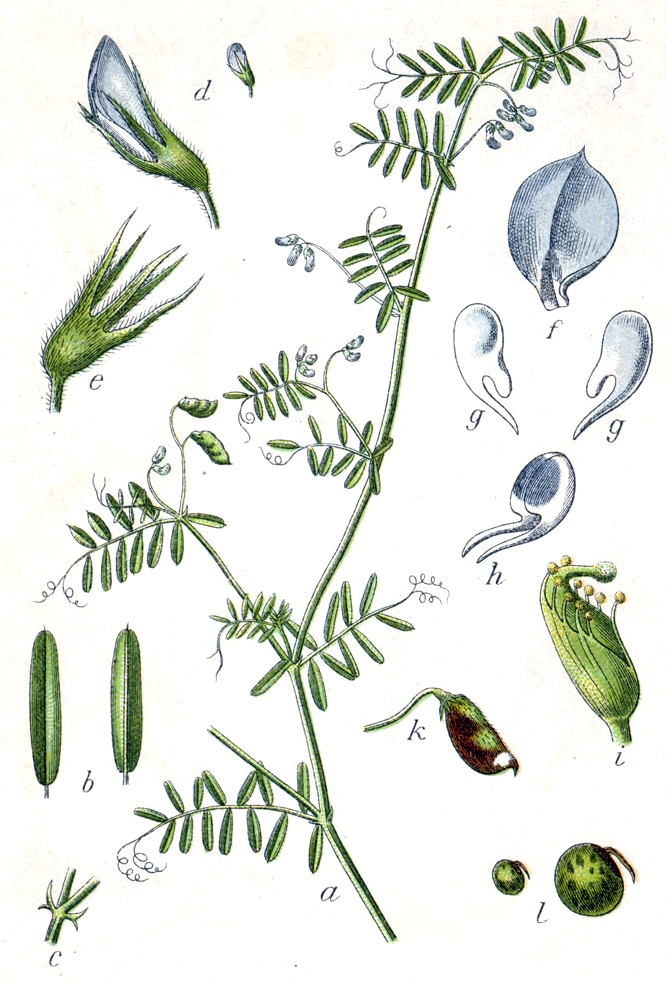
Zobrazení vikve chlupaté

Vikev chlupatá (Vicia hirsuta) je jednoletá plevelná bylina se světle fialovými květy, která je téměř celá drobně chlupatá. Rostlina je považována za původní druh v celé Evropě, mírném podnebném pásmu Asie i ve velké části Afriky. Hojně rozšířeným nepůvodním druhem je v Severní a Jižní Americe, Austrálii i na Novém Zélandu.
V České republice je rostlinou vyskytující se roztroušeně až hodně, častější je v teplejších nížinných oblastech, v chladnějších horských částech je méně obvyklá. Nejvýše roste v Krkonoších v nadmořské výšce 1300 m.

## Ekologie
Vyskytuje se na různorodých podkladech, ale upřednostňuje lehké písčité nebo hlinité půdy, které mohou být až slabě kyselé, sušší a jsou na dobře osluněných stanovištích. Neroste pouze na půdách silně kyselých, zasolených, trvale zamokřených a na místech silně zastíněných.
Obvykle se vyskytuje na loukách, v křovinách, podél okrajů lesů a na jejich mýtinách, na vřesovištích, naplaveninách, po okrajích obdělávaných polí, vinic, v sadech a zahradách. Poměrně drobné květy, otvírající se od května do července, nabízejí dostatek nektaru a jsou hojně navštěvovány opylujícím hmyzem. Ploidie druhu je 2n = 14.

## Popis
Popínavá nebo poléhavá, jednoletá rostlina s tenkou, větvenou lodyhou dlouhou 30 až 60 cm, která vyrůstá z tenkého kořene. Lodyha je čtyřhranná, olysala, nepevná a pokud roste samostatně bývá poléhavá, v případě dostupné opory se přidržuje rozvětvenými úponky. Je porostlá přisedlými sudozpeřenými listy 3 až 8 cm dlouhými, které jsou čtyř až osmijařmé a jejich vřetena jsou zakončená rozvětveným úponkem. Listy mají polostřelovité palisty, z nichž dolní bývá dvou až čtyřklaný. Lístky s krátkými řapíčky jsou čárkovité, 5 až 15 mm dlouhé.
Květy vytvářejí v počtu dva až šest dlouze stopkatá květenství, hrozny, vyrůstající z úžlabí listů. Oboupohlavné květy mají krátké stopky a jsou odstálé až nicí. Krátce chlupatý, 2 mm dlouhý, zelený, zvonkovitý kalich má pět šídlovitých cípů. Koruna je asi 4 mm dlouhá, bývá bělavá až světle modrofialová, má vejčitou pavézu a stejně velký člunek. Čnělka je pod bliznou, na rozdíl od ostatních druhů vikví, dokola jemně chlupatá.
Plod je dvousemenný, podlouhlý, hnědý až hnědočerný lusk dlouhý 10 a široký 4 mm. Lusk je krátce chlupatý a v místech semen vypouklý. Semena jsou kulovitá i mírně vejčitá, 2,5 mm velká, žlutozelená až rezavě hnědá a mívají tmavší skvrny.

## Rozmnožování
Rozmnožuje se pouze semeny, kterých na statné rostlině dozraje asi 200. Na poli za příznivých podmínek jich menší část vyklíčí ještě na podzim nebo brzy z jara příštího roku, většina semen je ale dlouze dormantní a klíčí velmi nepravidelně. Mají tvrdé oplodí špatně propouštějící vlhkost a zůstávají v půdě po dlouhou dobu životná, vzcházejí z hloubky až 5 cm, na teplo nejsou při klíčení náročná.

## Význam
Vikev chlupatá se vyskytuje téměř ve všech užitkových plodinách, nejvíce v ozimech, jetelovinách a luskovinách ve kterých se projevuje jako nepříjemný plevel. Způsobuje škody splétáním lodyh okolních rostlin, které po namoknutí pod její váhou poléhají. Naopak je vítána v sečených pícninách, kde zvyšuje výživnou hodnotu krmiva. Při případném přisévání do krmných směsek se pro zajištění klíčení musí semena skarifikovat. Zralá semena jsou poživatelná, před vařením je však nutno je dlouho namáčet.

## Galerie

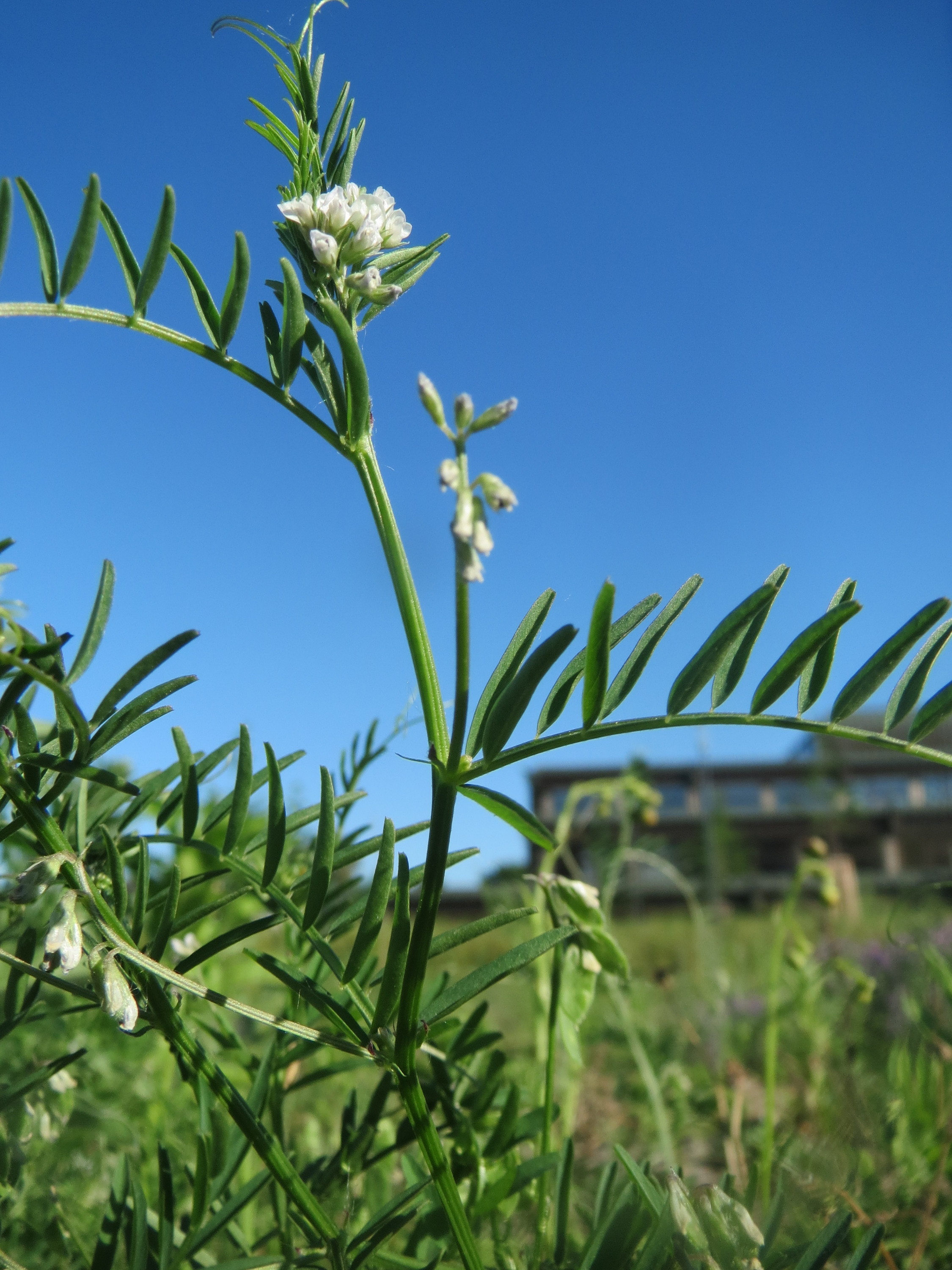
Listy
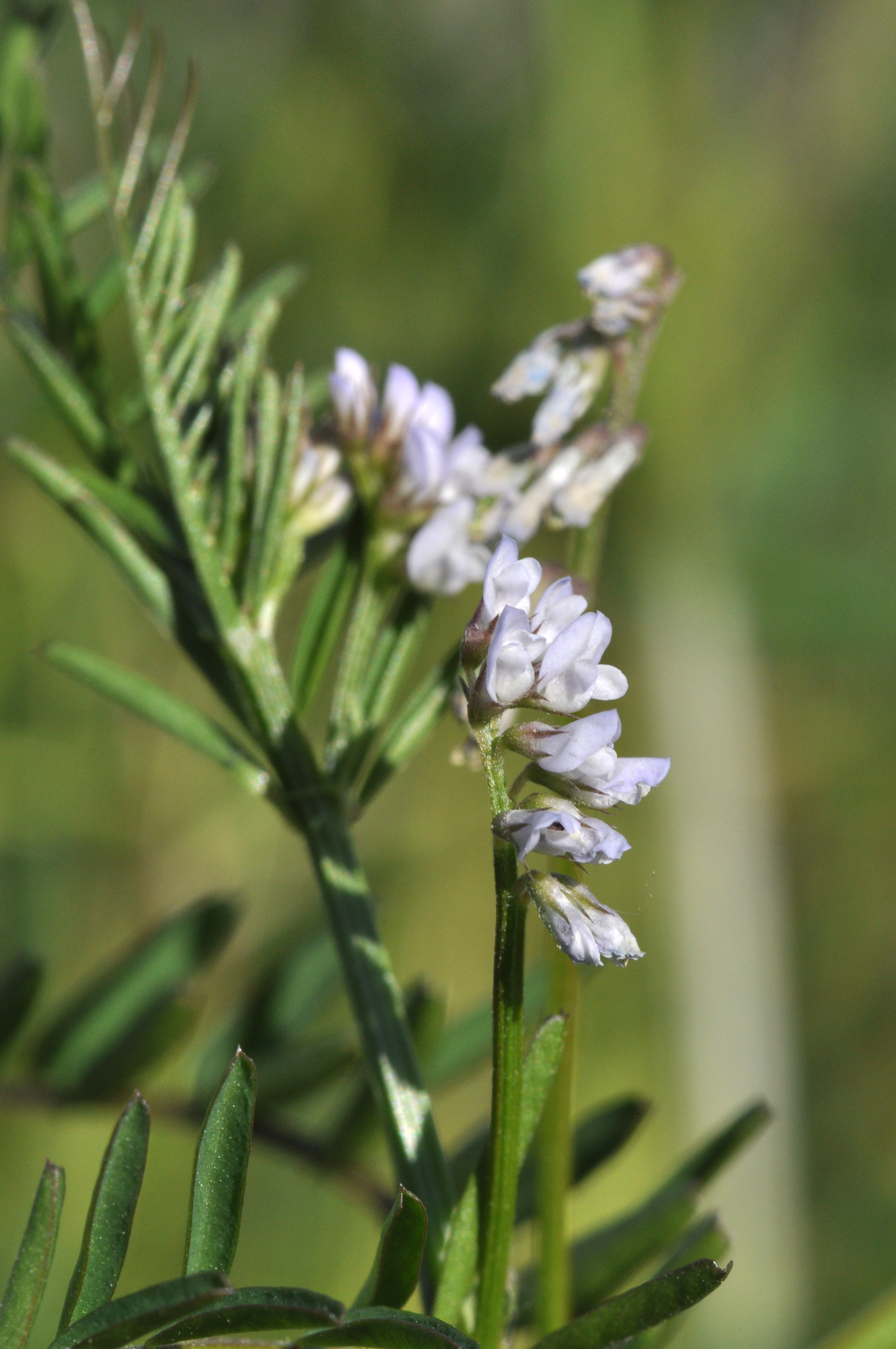
Květenství
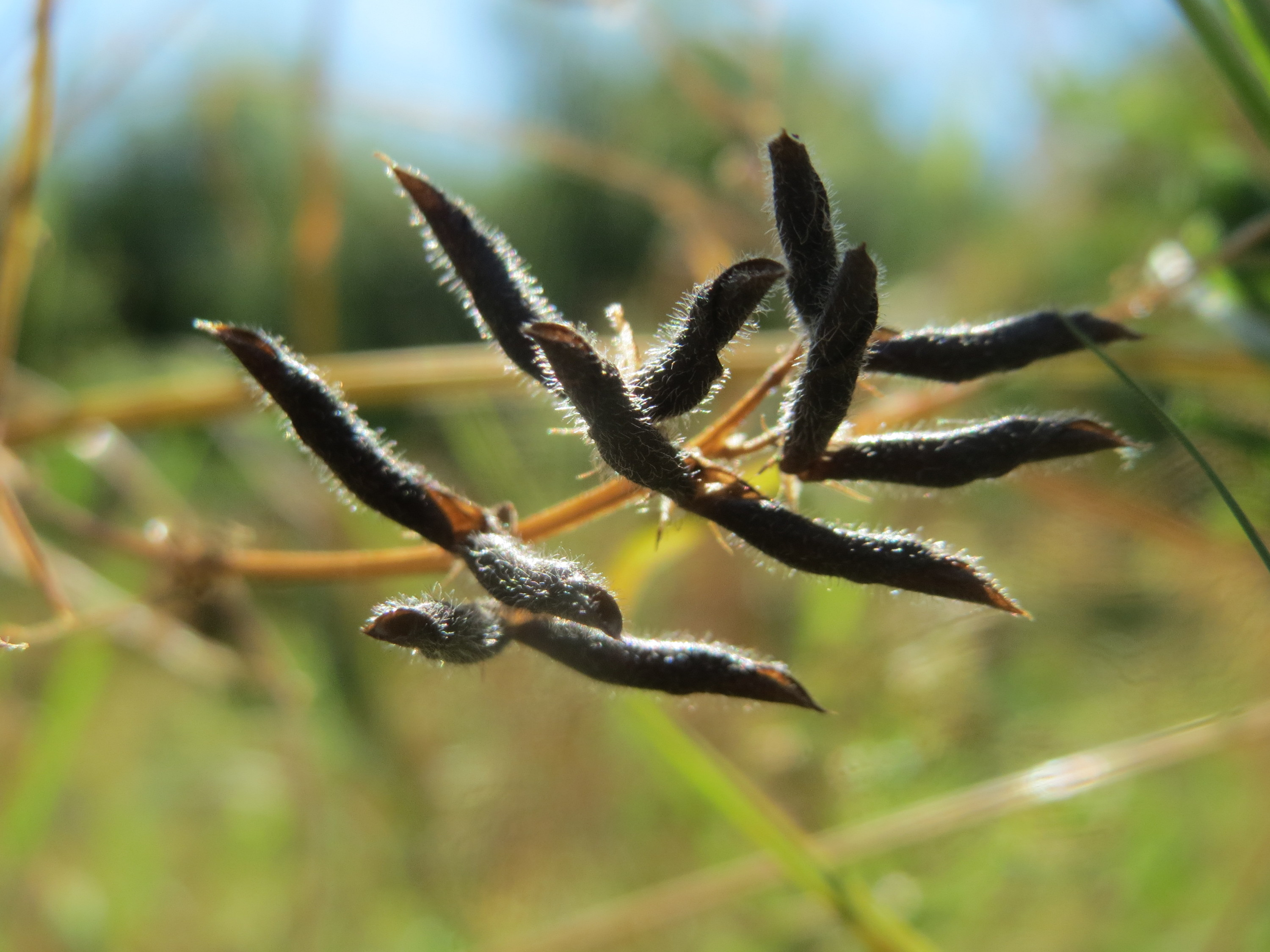
Lusky
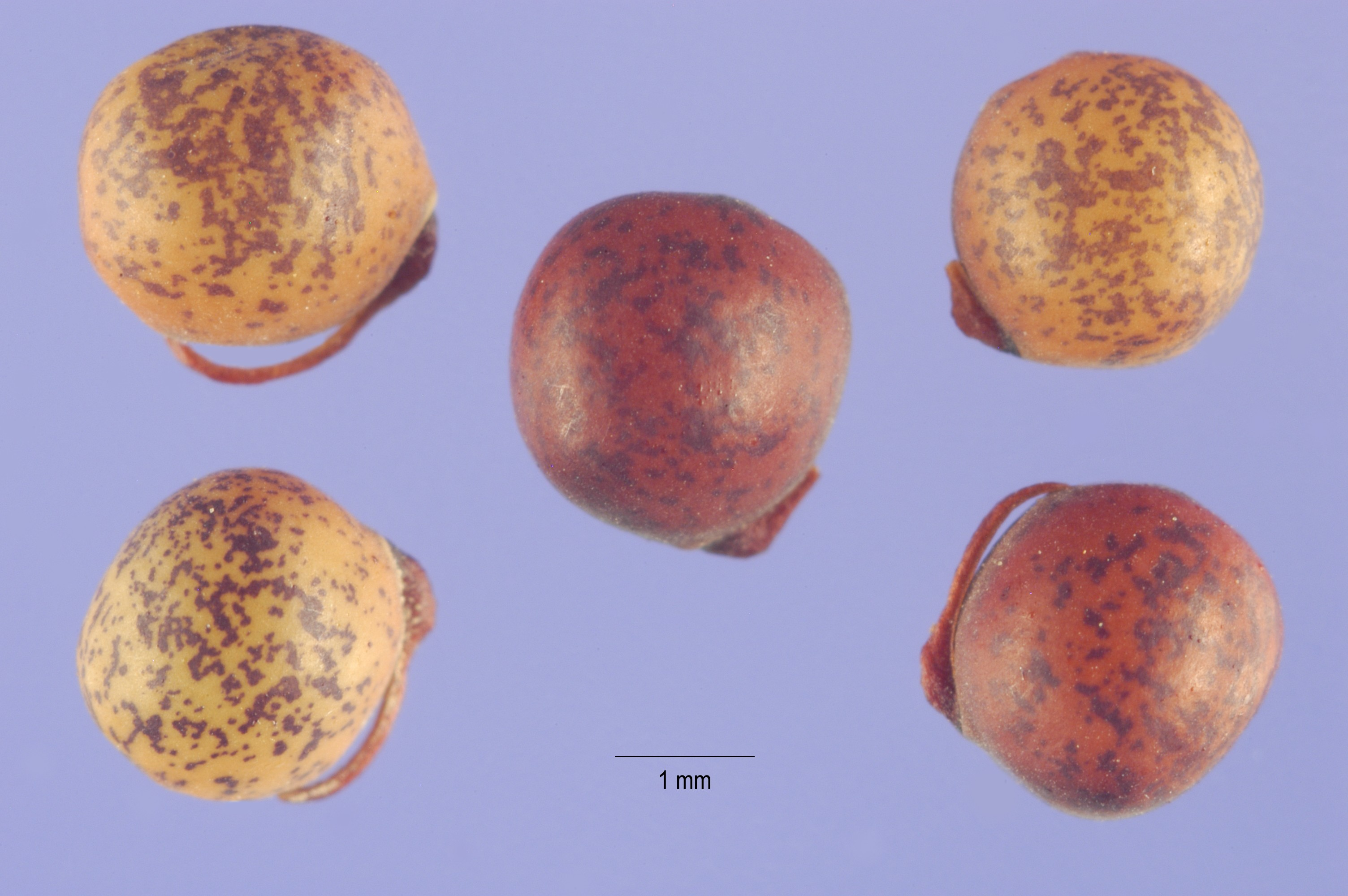
Semena